# Висока (Іглінський район)
Висока (рос. Высокая, башк. Высокая) — присілок у складі Іглінського району Башкортостану, Росія. Входить до складу Улу-Теляцької сільської ради.
До 10 вересня 2007 року присілок називався селище Будка 1705 км.
Населення — 9 осіб (2010; 15 в 2002).
Національний склад:
- башкири — 86 %